# Montelíbano
Montelíbano est une municipalité située dans le département de Córdoba, en Colombie.